# Cratere Arrhenius (Luna)
Arrhenius è un cratere da impatto sulla superficie della Luna.
Il cratere è dedicato allo scienziato svedese Svante Arrhenius.

## Crateri correlati
Alcuni crateri minori situati in prossimità di Arrhenius sono convenzionalmente identificati, sulle mappe lunari, attraverso una lettera associata al nome.
| Arrhenius | Coordinate            | Diametro (in km) |
| --------- | --------------------- | ---------------- |
| J         | 57°31′12″S 88°27′00″W | 16,98            |

Il cratere Arrhenius P è stato ridenominato dall'Unione Astronomica Internazionale Blanchard nel 1991.